# 陳文明 (陸軍中將)
陳文明（1923年8月19日—2009年5月31日），法语名西爾萬（法語：Sylvain），越南共和國軍步兵將領，中將軍銜。他出身法國殖民當局在越南北部開設的旨在培訓爲法國殖民地軍隊和法蘭西聯盟軍隊服務的越南軍官的軍事學校。他是越南第一共和國時期晉升將軍的爲數不多的軍官之一（1955年晉升少將）。他也是一位政治家，曾在越南共和國政府內閣中擔任國防領域領導職務。1963年至1967年，軍隊執政時，他擔任越南共和國軍隊的首腦。

## 綽號
陳文明外號“小明”（Minh Nhỏ）。越南共和國軍隊中名字爲“明”的將軍，在1963年以前只有兩位中將：楊文明（1916年-2001年）和陳文明（1923年-2009年），所以當談到這兩位中將時，必須使用綽號：“大明”是楊文明將軍（因爲他身材高大），“小明”是陳文明將軍。1963年後，又有兩位中將：阮文明（1926年-2006年）和空軍的陳文明（1932年-1997年），他們的綽號分別是“彈明”（Minh Đờn，因爲阮文明在學生時期曾是西貢茶室的吉他伴奏者）和 “黑明”（因爲陳文明皮膚比另外幾人深）。

## 生平
陳文明於1923年8月19日出生於西貢一個天主教富裕家庭，擁有法國國籍，法語名爲西爾萬（Sylvain）。少年時就讀於西貢的沙瑟卢-洛巴中學。1941年，他畢業於法國高中，獲得全文憑（第二部分）。同年就讀於河內法律大學。

### 法軍
1942年年中，陳文明加入法國軍隊。

### 越南共和國
1964-65年，他担任总参谋长。1965年担任国防部长。1971年至1975年4月30日西贡被北越佔領前，擔任越南共和国驻突尼斯大使。